# Schillerroute

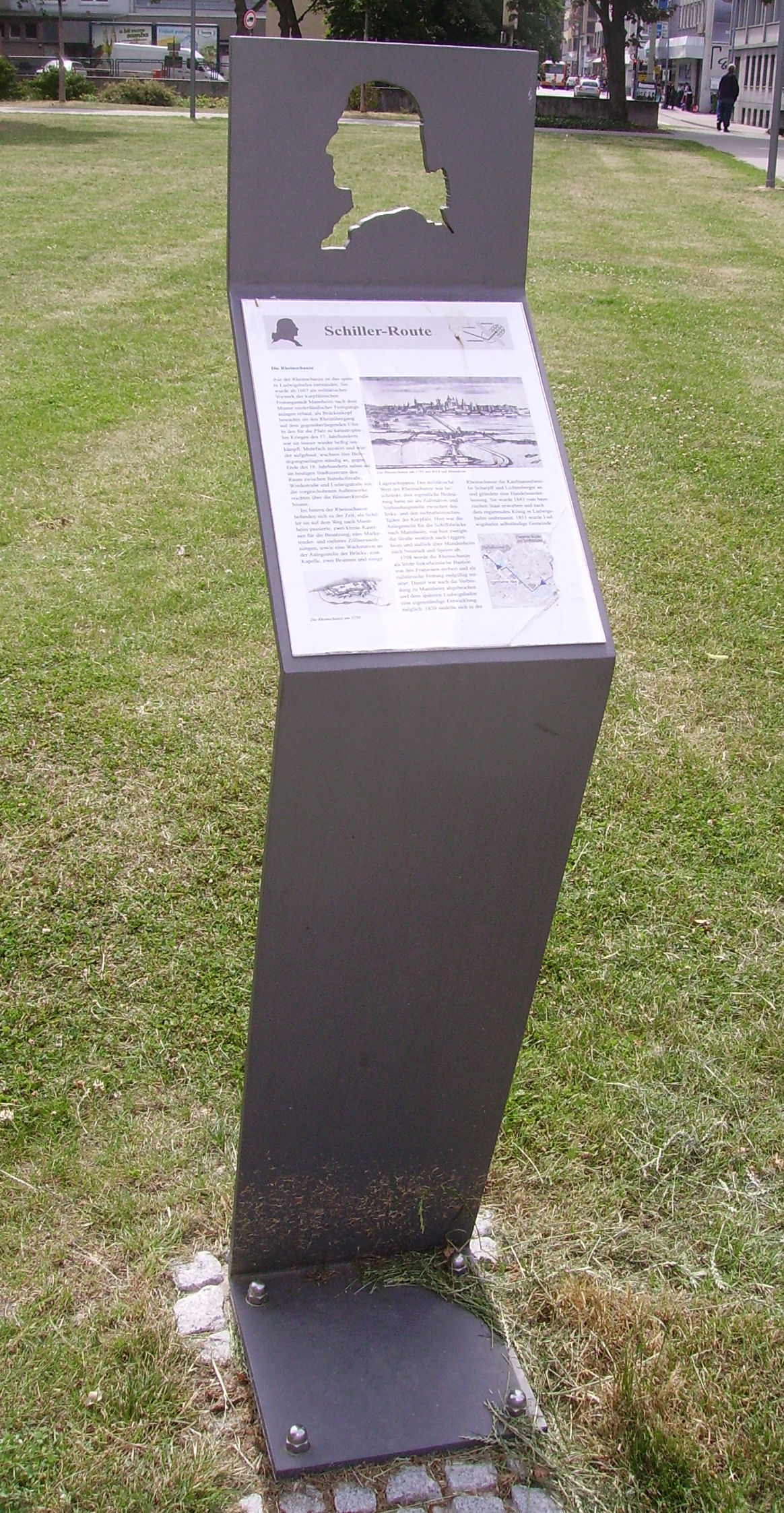
Hinweisschild

Die Schillerroute ist ein Radweg, der Wirkungsstätten von Friedrich Schiller in Mannheim und Ludwigshafen am Rhein verbindet.
Sie wurde als Geschenk der Stadt Ludwigshafen zum 400. Stadtjubiläum Mannheims zum 202. Todestag Schillers am 9. Mai 2007 eingeweiht.

## Hintergrund
Der Dichter Friedrich Schiller verbrachte nach seiner Flucht aus Württemberg im September 1782 insgesamt knapp zwei Jahre in der Kurpfalz.
Schiller erlebte dabei im Jahr 1782 in Mannheim die Uraufführung seines Dramas Die Räuber, wohnte aber unter dem Pseudonym „Dr. Schmidt“ im heutigen Ludwigshafener Stadtteil Oggersheim, da er fürchtete, durch württembergische Spione entdeckt zu werden. Er wohnte dort zusammen mit seinem Freund Andreas Streicher unter ärmlichen Bedingungen in einem Zimmer des Gasthauses „Zum Viehhof“.

## Streckenverlauf

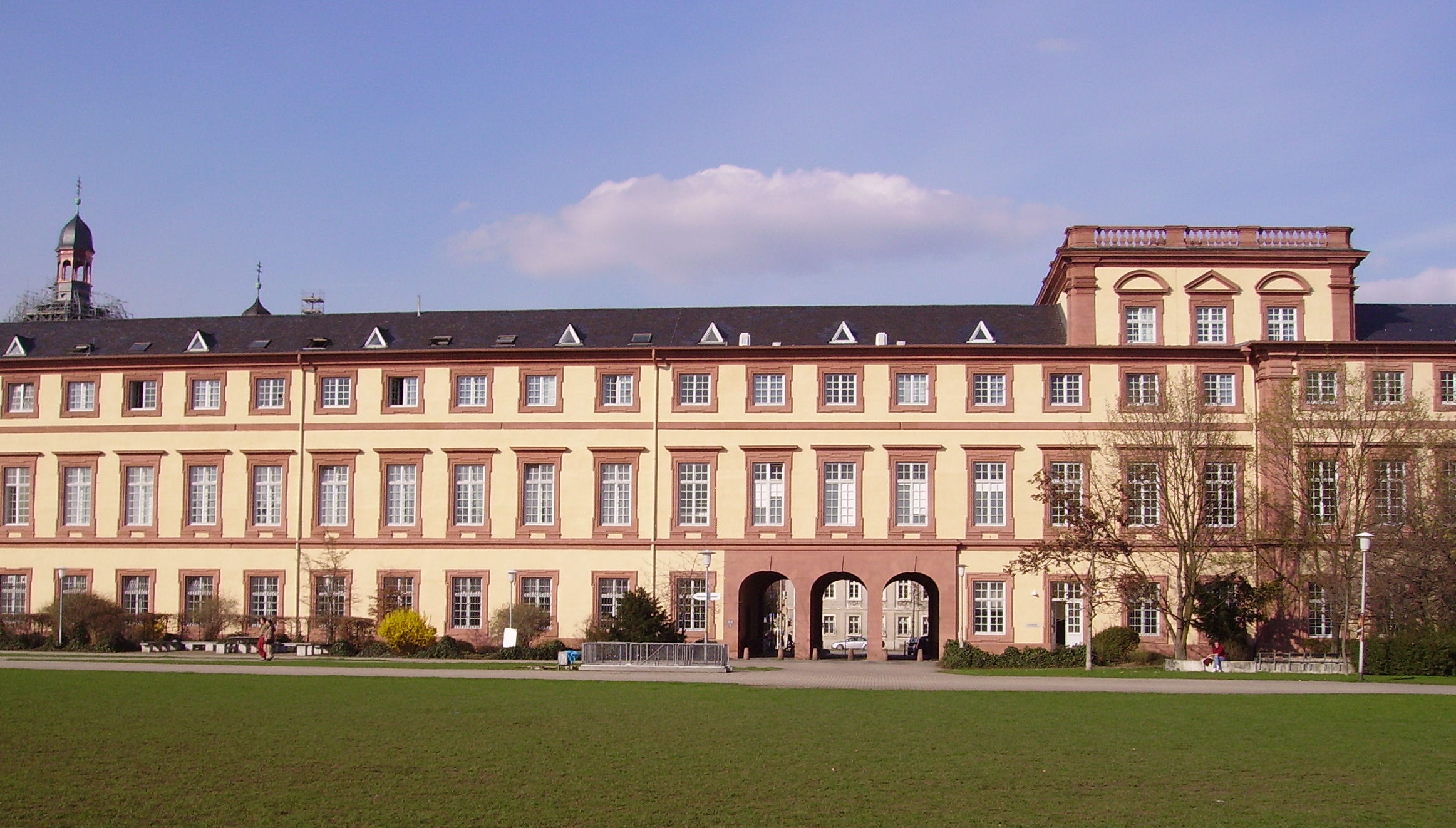
Mannheimer Schloss
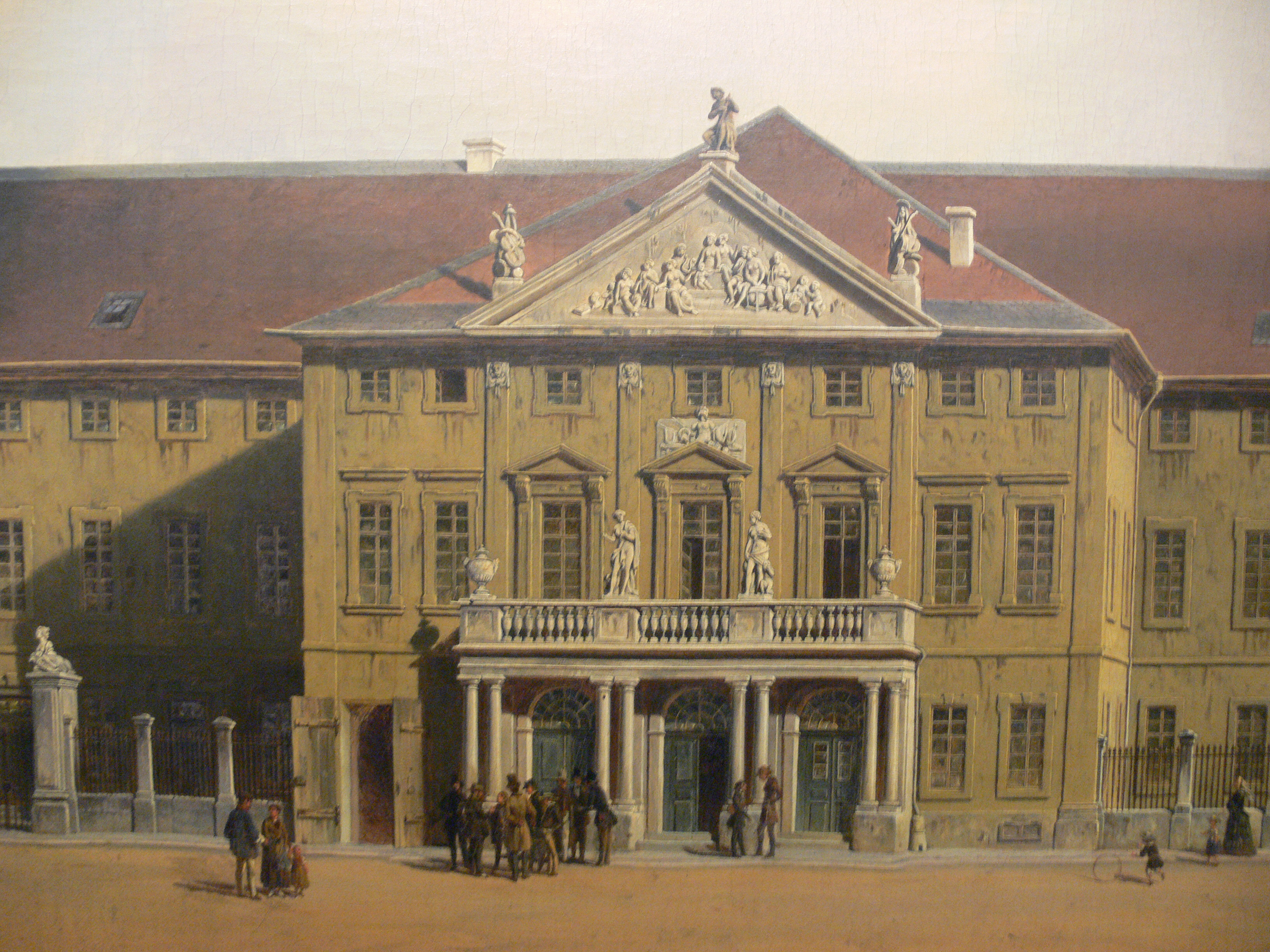
Altes Nationaltheater Mannheim
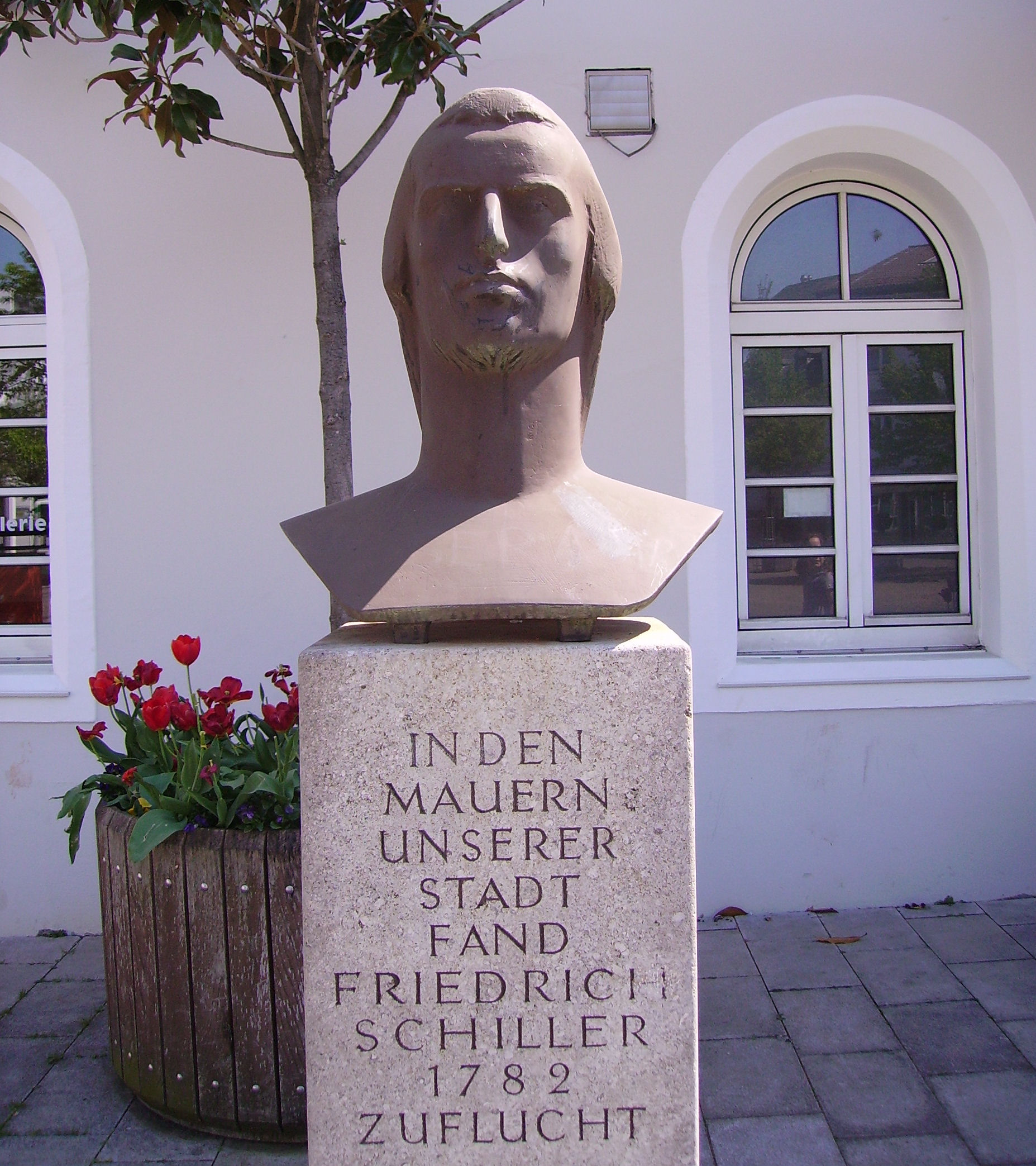
Schillerdenkmal in Oggersheim
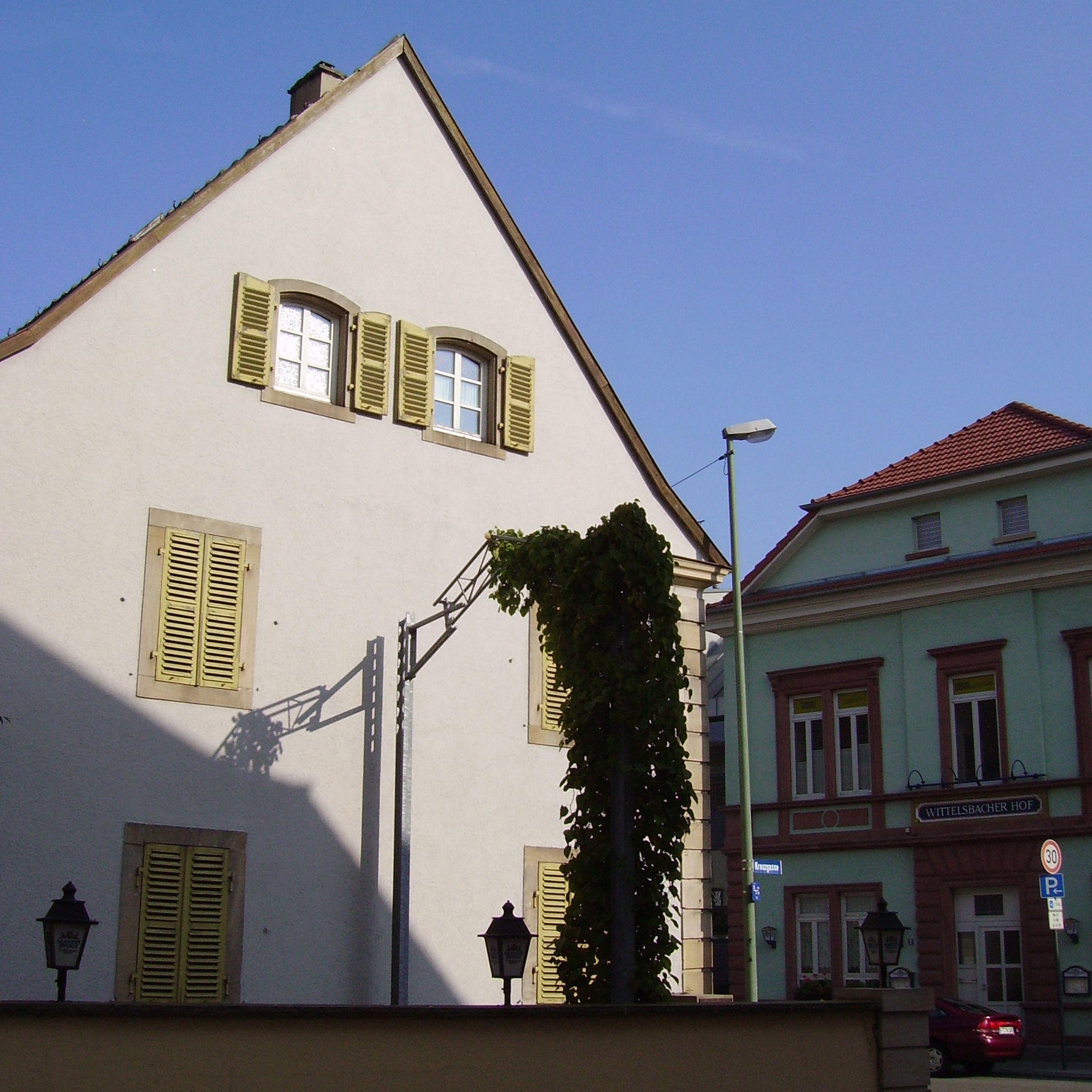
Schillerhaus

Die Strecke ist insgesamt 10,9 Kilometer lang und durch eine eigene Beschilderung ausgewiesen. An insgesamt 17 Stationen sind Info-Stelen zu Schillers Aufenthalt aufgestellt.
Auf Mannheimer Gebiet verläuft die Schillerroute in einer Schleife durch die Innenstadt, beginnend vom Mannheimer Schloss. Stationen sind das Mannheimer Schloss, der Schillerplatz, der Gasthof „Fliegender Holländer“, das Museum Schillerhaus, das Museum Zeughaus, die Mannheimer Zeichnungsakademie und das Rheintor sowie der Schlossgarten.
In Ludwigshafen beginnt die Schillerroute direkt am Rheinufer, am Rheinuferpark, dem Standort der ehemaligen „Fliegenden Brücke“ sowie der Rheinschanze. Von hier aus geht es durch die Innenstadt zum Stadtteilbrunnen, über die Frankenthaler Straße, der ehemaligen Oggersheimer Allee zum „Roten Kreuz“ nach Oggersheim.
In Oggersheim ist die erste Station der Josef-Queva-Park, wo zu Zeiten Schillers der Mittelbau des Oggersheimer Schlosses stand, dann zur Wallfahrtskirche und dem Schillerplatz. Die letzte Station ist das Schillerhaus.